# Culicoides walkeri
Culicoides walkeri är en tvåvingeart som beskrevs av Boorman 1979. Culicoides walkeri ingår i släktet Culicoides och familjen svidknott.
Artens utbredningsområde är Kenya. Inga underarter finns listade i Catalogue of Life.